# Свен Торелль
Свен Торелль (швед. Sven Thorell, 18 лютого 1888 — 29 квітня 1974) — шведський яхтсмен.
Олімпійський чемпіон 1928 року в класі Дінгі 12 футів.